# 阿爾卡拉斯山脈

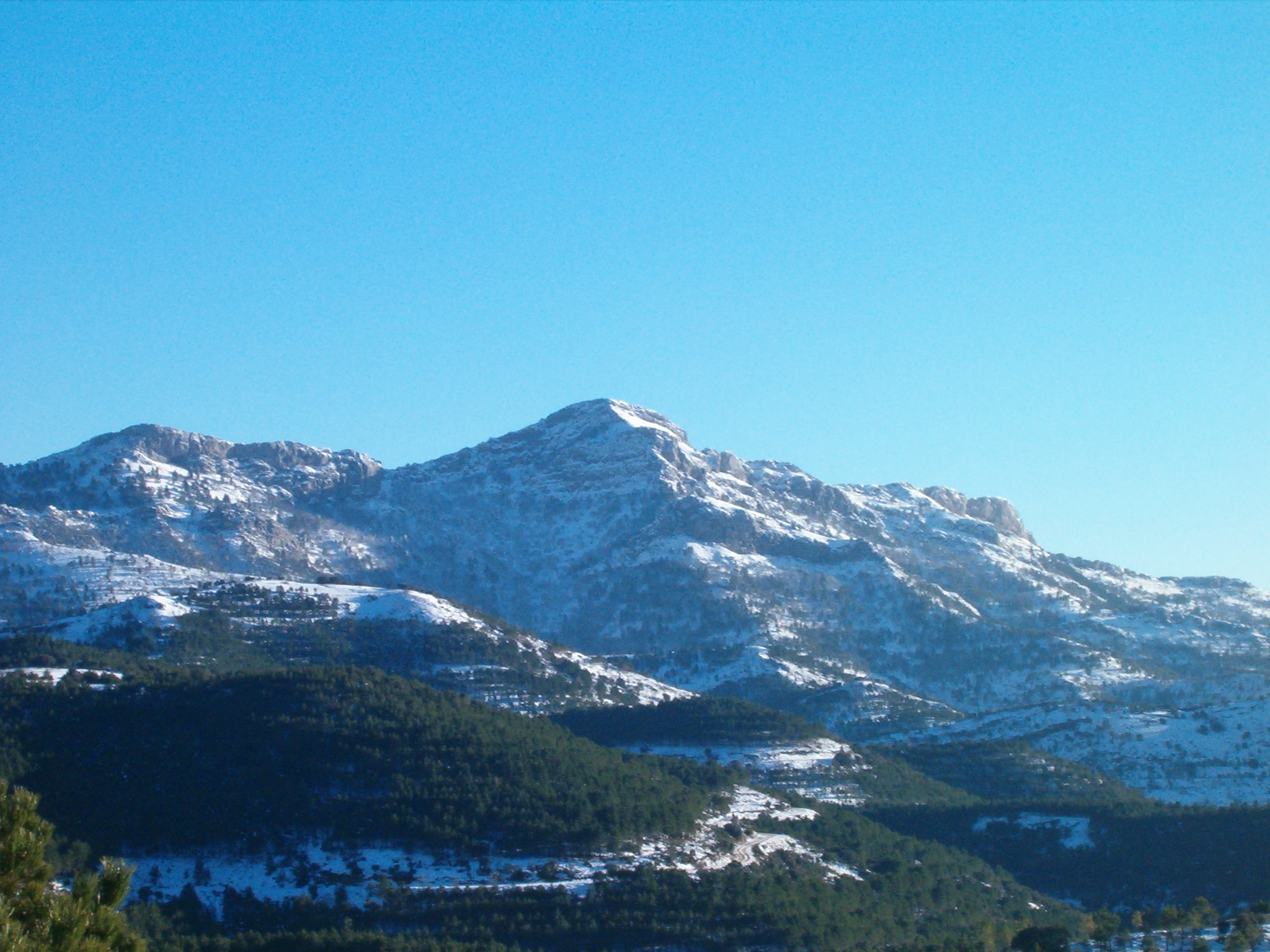

38°37′N 2°22′W / 38.617°N 2.367°W
阿爾卡拉斯山脈（西班牙語：Sierra de Alcaraz），是西班牙的山脈，位於該國東南部阿爾瓦塞特省，屬於普雷貝蒂科山脈的一部分，最高點是海拔高度1,796米的阿爾梅納拉峰。